# Ambroise Janvier
René-Ambroise Janvier (Sainte-Osmane, 1613 - Saint-Germain-des-Prés, 25 de abril de 1682) fue un religioso benedictino y escritor francés.

## Biografía
Profeso a los veintitrés años en la abadía de la Trinidad de Vendôme de la Orden de San Benito, que posteriormente se adhirió a la Congregación de San Mauro, y reputado como buen conocedor del idioma hebreo, del que fue profesor en varios monasterios de la orden, pasó toda su vida enclaustrado hasta su fallecimiento, ocurrido a los 68 años de edad en la abadía de Saint-Germain-des-Prés, cerca de París. 
Dejó escritas: 
- Élégie en vers hébraïques, sur la mort de Jérôme Bignon (1656), breve elogio fúnebre del diputado Jérôme Bignon, impreso en 1666;
- Rabbi Davidis Kimhhi Commentarii in psalmos Davidis regis et prophetae (París, 1666), traducción del hebreo al latín de los comentarios de David Kimhi sobre los salmos del rey David;
- Petri abbatis Cellensis primum, deinde S. Remigii apud Remos, ac demun episcopi Carnotensis, opera omnia (París, 1671); edición de las obras de Pierre de Celle, obispo de Chartres, con un prefacio de Jean Mabillon.